# 옐레나 슬레사렌코
옐레나 블라디미로브나 슬레사렌코(러시아어: Еле́на Влади́мировна Слесаре́нко, 1982년 2월 28일~)는 러시아의 전직 육상 선수로 주 종목은 높이뛰기이다.

## 경력
볼고그라드 출신으로 2002년에 처음으로 러시아 높이뛰기 국가대표 선수로 발탁되었다. 그 해 3월에 오스트리아 빈에서 열린 2002년 유럽 실내 육상 선수권 대회에서 1.90m의 기록으로 5위에 올랐다. 이후 2003년 7월에 폴란드 비드고슈치에서 열린 유럽 23세 이하 육상 선수권 대회에서 1.96m의 기록으로 크로아티아의 블란카 블라시치의 뒤를 이어 준우승하였다. 같은 해 8월에 대한민국 대구에서 열린 2003년 하계 유니버시아드에서는 1.94m의 기록으로 헝가리의 죄르피 도러와 폴란드의 안나 크소크의 뒤를 이어 동메달을 획득했다.
2004년 3월 헝가리 부다페스트에서 열린 2004년 세계 실내 육상 선수권 대회에서 2.04m를 기록하여 러시아 실내 신기록을 세우고 같은 국가의 선수인 안나 치체로바와 블라시치를 누르고 우승하였다. 같은 해 6월에 비드고슈치에서 열린 SPAR 유러피언컵에서 2.04m를 기록하며 자신의 개인 최고 기록을 갱신하며 우승했다. 그 해 8월에는 그리스 아테네에서 열린 2004년 하계 올림픽에서 러시아 국가대표로 참가하였다. 이 대회에서 2.06m를 기록하며 남아프리카 공화국의 헤스트리에 클로에테와 우크라이나의 비타 스툐피나를 누르고 금메달을 차지했다. 또한 스테프카 코스타디노바가 보유했던 올림픽 기록(2.05m, 1996년)과 타마라 비코바가 보유했던 러시아 기록(2.06m, 1984년)을 깨고 새로운 기록을 갱신했다. 금메달을 확정한 후 세계 기록인 2.10m에 도전했으나 세계 기록 수립에는 실패하였다. 올림픽 이후에는 9월에 프랑스 퐁비에유에서 열린 월드 애슬레틱스 파이널에서 2.01m의 기록으로 스툐피나와 이리나 미할첸코을 꺾고 우승을 차지했다.
이듬해인 2005년에는 부상으로 인해 2005년 세계 육상 선수권 대회에 참가했으나 기권했으며, 다른 대회 대부분에도 불참했다. 이후 2006년 3월에 모스크바에서 열린 2006년 세계 실내 육상 선수권 대회에서 2.02m의 기록으로 블라시치와 스페인의 루트 베이티아를 누르고 우승을 차지했다. 8월에 예테보리에서 열린 유럽 육상 선수권 대회에서는 1.99m의 기록으로 5위를 하였다.
중국 베이징에서 열린 2008년 하계 올림픽에서는 3번의 시도 끝에 2.03m의 벽을 넘지 못하고 2.01m의 기록으로 4위에 올랐다. 2011년 세계 육상 선수권 대회에서는 4위를 기록하며 메달 획득에 실패했다.

## 같이 보기
- 올림픽 육상 여자 메달리스트 목록